# Ansietat
L'ansietat (del llatí anxietas, 'angoixa, aflicció') es defineix com una reacció instintiva normal d'autoprotecció que es desencadena davant d'una situació de perill; estimula el nostre organisme impulsant la nostra capacitat d'esforç per lluitar o fugir. L'ansietat és una emoció, igual que la felicitat o la tristesa, però en certs moments pot arribar a ser patològica. No s'ha de confondre amb la preocupació o nerviosisme malgrat que comparteixin alguna de les manifestacions.
L'ansietat té un rol molt rellevant relacionat amb la supervivència, juntament amb la por, la ira, la tristesa o la felicitat. L'ansietat és el conjunt de respostes de l'organisme davant d'amenaces a l'ésser humà: la reacció de lluita o fugida.
S'estima que aproximadament un 20,5% de la població a escala mundial pateix algun trastorn d'ansietat, generalment sense saber-ho.

## Descripció general
L'ansietat és un estat emocional que sorgeix quan una persona se sent en perill, sigui real o imaginària l'amenaça. És una resposta normal o adaptativa, que prepara al cos per a reaccionar davant una situació d'emergència. És una inclinació de temor o por sobre el que està per venir. El dia principal de classes, anar a una reunió d'ocupació, o donar un discurs pot fer que la gran majoria se senti espantada i ansiosa. Per tant, té una funció molt important relacionada amb la supervivència, juntament amb la por, l'enuig, la tristesa o la felicitat. Per a preservar la seva integritat física davant amenaces, l'ésser humà ha hagut de posar en marxa respostes eficaces i adaptatives durant milions d'anys: la reacció de lluita o fugida.
Davant una situació d'alerta, l'organisme posa a funcionar el sistema adrenèrgic. Per exemple, quan l'organisme considera necessari alimentar-se, aquest sistema entra en funcionament i allibera senyals d'alerta a tot el sistema nerviós central. Quan es detecta una font d'aliment per a la qual es requereix activitat física, es disparen els mecanismes que alliberen adrenalina, i es força a tot l'organisme a aportar energies de reserva per a la consecució d'una font energètica molt superior a la que s'està invertint per a aconseguir-la i que normalitzarà els valors que han disparat aquesta "alerta groga". En aquests moments l'organisme, gràcies a l'adrenalina, passa a un estat d′"alerta vermella".
El sistema dopaminèrgic també s'activa quan l'organisme considera que perdrà un bé preuat. En aquesta situació, l'organisme entra en alerta groga davant la possibilitat de l'existència d'una amenaça, que no és el mateix que quan l'amenaça passa a ser real, perquè en aquest cas el que s'allibera és adrenalina.
Des d'aquest punt de vista, l'ansietat es considera un senyal positiu, de salut, que ajuda en la vida quotidiana, sempre que sigui una reacció enfront de determinades situacions que tinguin la seva cadena de successos de manera correlativa: alerta groga, alerta vermella i consecució de l'objectiu. Si la cadena es trenca en algun moment i aquestes situacions es presenten amb ansietat, llavors l'organisme corre el risc d'intoxicar-se per dopamines o per altres catecolamines. Aquestes situacions ajuden l'organisme a resoldre perills o problemes puntuals de la vida quotidiana.

## Reacció de lluita o fugida
La reacció de lluita o fugida és una resposta neuronal que es forma davant situacions percebudes com perilloses, ja sigui cap a la pròpia persona o cap a una altra.
La teoria va ser descrita per primer cop per Walter Bradford Cannon, que afirmava que els animals reaccionen amb aquest sistema gràcies al sistema nerviós simpàtic, que segrega catecolamines, sobretot noradrenalina i adrenalina. També es poden veure afectades altres hormones com l'estrogen, la testosterona o el cortisol, així com neurotransmissors com dopamina o serotonina, que influeixen en la reacció davant l'estrès.
El sistema de lluita o fugida es pot activar de manera errònia en persones amb trastorns d'ansietat, i pot causar una gran varietat de símptomes tant de curta com de llarga duració, com per exemple confusió, palpitacions, dificultat per respirar, vista borrosa o visió en túnel.

## Simptomatologia

### Símptomes físics
Quan una persona té la sensació d'ansietat o angoixa, hi ha tota una sèrie de símptomes físics que l'acompanyen. Aquests símptomes són: taquicàrdia, palpitacions, opressió al pit, alteracions de l'alimentació, tensió i rigidesa muscular, cansament, parestèsies, sensació de falta d'aire, tremolors, sudoració, molèsties digestives, nàusees, vòmits, sensació de mareig i inestabilitat.
Les persones reincidents múltiples d'hospitalitzacions a causa d'una alta intensitat de l'ansietat tenen un risc superior de tenir un nou infart i que els provoqui la mort, respecte a les persones que no n'han estat reincidents.

### Símptomes psicològics
Els símptomes psicològics que acompanyen l'ansietat o angoixa són: inquietud, sensació d'amenaça o perill, ganes de fugir o atacar, despersonalització, por de perdre el control, recels, sospites, incertesa, etc.

### Símptomes de conducta
Hi ha tota una sèrie de símptomes conductuals que també poden aparèixer juntament amb l'ansietat, i que són: hipervigilància, bloqueig, dificultat per actuar, impulsivitat, inquietud motora, dificultat per estar quiet i en repòs.

### Símptomes intel·lectuals
Els símptomes intel·lectuals que poden aparèixer simultàniament amb l'ansietat són: dificultats d'atenció, concentració i memòria; augment dels oblits o descuits; preocupació excessiva; expectatives negatives; ruminació; pensaments distorsionats i inoportuns; increment dels dubtes i la sensació de confusió; tendència a recordar sobretot coses desagradables, etc.

### Símptomes socials
Els símptomes socials més comuns que poden desencadenar-se juntament amb l'ansietat són: la utilització excessiva de paraules en parlar (verbositat), irritabilitat, bloquejar-se o quedar-se en blanc, temor excessiu a possibles conflictes, etc.

### Escala d'ansietat de Hamilton
L'Escala d'ansiedad de Hamilton (HARS, per les seves sigles en anglès: Hamilton Anxiety Rating Scale) es fa servir àmpliament en la pràctica assistencial i en la investigación clínica com pot ser l'estudi de la beguda Kava per a reduïr els seus símptomes. Es tracta d'una escala heteroadministrada de 14 ítems que avaluen el grau d'ansietat del pacient, l'esquema abreviat és el següent:
1. Estat d'ànim ansiós: preocupacions, irritabilitat…
2. Tensió: tremolors, inquietud…
3. Temors: als desconeguts, a la solitud…
4. Insomni: dificultat per dormir, somni interromput…
5. Intel·lectual (cognitiu): manca de concentració, mala memòria…
6. Estat d'ànim deprimit: canvis d'humor durant el dia, pèrdua d'interès…
7. Símptomes somàtics generals (musculars): dolors i molèsties musculars…
8. Símptomes somàtics generals (sensorials): visió borrosa, sufocacions…
9. Símptomes cardiovasculars: taquicàrdia, dolor al pit…
10. Símptomes respiratoris: sensació d'ofec, sospirs…
11. Símptomes gastrointestinals: gasos, dificultat per empassar…
12. Símptomes genitourinaris: absència d'erecció, amenorrea…
13. Símptomes autònoms: boca seca, pal·lidesa…
14. Comportament a l'entrevista (general i fisiològic): tens, sospirs, tremolor a les mans…[10]

A través d'aquests 14 ítems es poden obtenir dues puntuacions diferents les quals corresponen amb l'ansietat psíquica (ítems 1, 2, 3, 4, 5, 6 i 14) i l'ansietat somàtica (ítems 7, 8, 9, 10, 11, 12 i 13). Una puntuació més alta en aquesta escala representa un índex d'ansietat més gran.
S'empra a través d'una entrevista semiestructurada, durant la qual l'entrevistador avalua la gravetat dels símptomes especificats a cada apartat, utilitzant 5 opcions de resposta ordinal, amb rangs des de 0 (absència del símptoma) fins a 4 (símptoma molt greu o incapacitant).
La puntuació total que s'aconsegueix per la suma de les puntuacions parcials dels 14 ítems pot oscil·lar en un rang de 0 punts (absència d'ansietat) a 56 (màxim grau d'ansietat). En la versió original, aquesta escala ha demostrat tenir unes bones propietats psicomètriques i és àmpliament utilitzada en l'avaluació clínica del trastorn d'ansietat.

## Etiologia
Els trastorns d'ansietat tenen factors predisposants i factors protectors. D'una banda, els factors predisposants són els que provoquen que es pugui desencadenar un quadre d'ansietat en un individu. D'altra banda, hi ha aquells factors protectors que són els que ens l'eviten, o ens protegeixen, com la paraula mateix indica, de patir un trastorn d'ansietat.

## Ansietat en adolescents
L'ansietat és un trastorn molt present avui dia en tota la població, però més que mai, en l'última dècada s'han vist xifres preocupants de la quantitat d'adolescents i nens que sofreixen d'ansietat. Segons l'Organització Mundial de la Salut (OMS), el 3,6% dels adolescents de 10-14 anys i el 4,6% dels adolescents de 15-19 anys pateix d'un trastorn d'ansietat. Hi ha gent que no sap que el que té és ansietat. Simplement, creuen que tenen un nivell alt d'autoexigència, estrès o nervis. D'acord amb el lloc web Clínica d'ansietat, l'estrès és “un procés ampli d'adaptació al mitjà”. A diferència de l'estrès, l'ansietat es defineix com “una reacció emocional d'alerta davant una amenaça”. Tots dos van relacionats d'una certa manera encara que no siguin el mateix. Això és perquè l'ansietat pot arribar a generar estrès si es troba elevada i al mateix temps l'estrès és una font molt comuna d'ansietat en la societat. Alguns factors que poden arribar a generar que una persona sigui més propensa a tenir ansietat són: drogues o alcohol, traumes no resolts, acumulació d'estrès, tenir familiars amb ansietat i cert tipus de personalitat en persones.
Quant a les causes, els metges no tenen del tot clar què és el que causa l'ansietat, però s'ha comprovat que la gent que ja és propensa a patir ansietat moltes vegades comença a presentar símptomes després d'un esdeveniment traumàtic. A més d'això, arriba a passar que quan una persona comença a sentir ansietat, hi ha una causa mèdica que moltes vegades resulta ser una malaltia oculta greu. Per exemple, és usual que quan algú arriba amb símptomes d'ansietat li manin a fer-se anàlisi per a veure si té una malaltia cardíaca no diagnosticada. Això salva vides si s'atén a temps. Hi ha molts nivells d'ansietat i no sempre ha de ser tractada amb medicaments. En internet hi ha molta informació de coses que es poden fer per a disminuir els seus símptomes. Des de respiracions i meditacions fins a exercicis de concentració o físics. Igual ajuda que la persona tingui una xarxa de suport clara i disponible per a conversar de com van progressant.